# Вулиця Шараневича (Львів)
Ву́лиця Шараневича — вулиця у Залізничному районі міста Львова, в місцевостях Левандівка та Привокзальна. Сполучає вулиці Братів Міхновських та Залізничну. Прилучаються вулиці Чоловського, Затишна.

## Назва
Від 1895 року — вулиця Трауґутта, на честь польського генерала, провідника антиросійського повстання 1863 року Ромуальда Траугутта. У 1946—1993 роках — вулиця Мурманська, на честь російського міста Мурманська. Сучасна назва, від 1993 року — вулиця Шараневича, на честь українського історика, громадського діяча професора Львівського університету Ізидора Шараневича.

## Забудова
В архітектурному ансамблі вулиці Шараневича переважають класицизм, віденська сецесія, конструктивізм. 
№ 1 — триповерховий житловий будинок на розі з вулицею Братів Міхновських. За радянських часів на першому поверсі будинку містився молочний магазин. За часів незалежності — крамниця «Експрес» торговельної мережі «Наш Край». У 2016 році відбувся ребрендинг мережі і декілька крамниць (у тому числі й ця) змінили назву на «Свій Маркет». У приміщенні крамниці розташований поштомат ТОВ «Нова пошта».
№ 2 — чотириповерховий житловий будинок на розі з вулицею Братів Міхновських. У 1950-х роках містилася Залізнична районна рада добровільного пожежного товариства.
№ 21 — двоповерховий житловий будинок на розі з вулицею Затишною. У 1910-х роках власником будинку був Ґедалія Вассерштейн.
№ 25 — одноповерховий житловий будинок. У 1910-х роках власником будинку був Антоній Стрихарський.
№ 28 — двоповерховий будинок. Від 1996 року тут міститься авторизований сервісний центр «РОСімпекс», що спеціалізується на ремонті побутової, теле-, відео- та аудіотехніки.

Світлини вуличної забудови
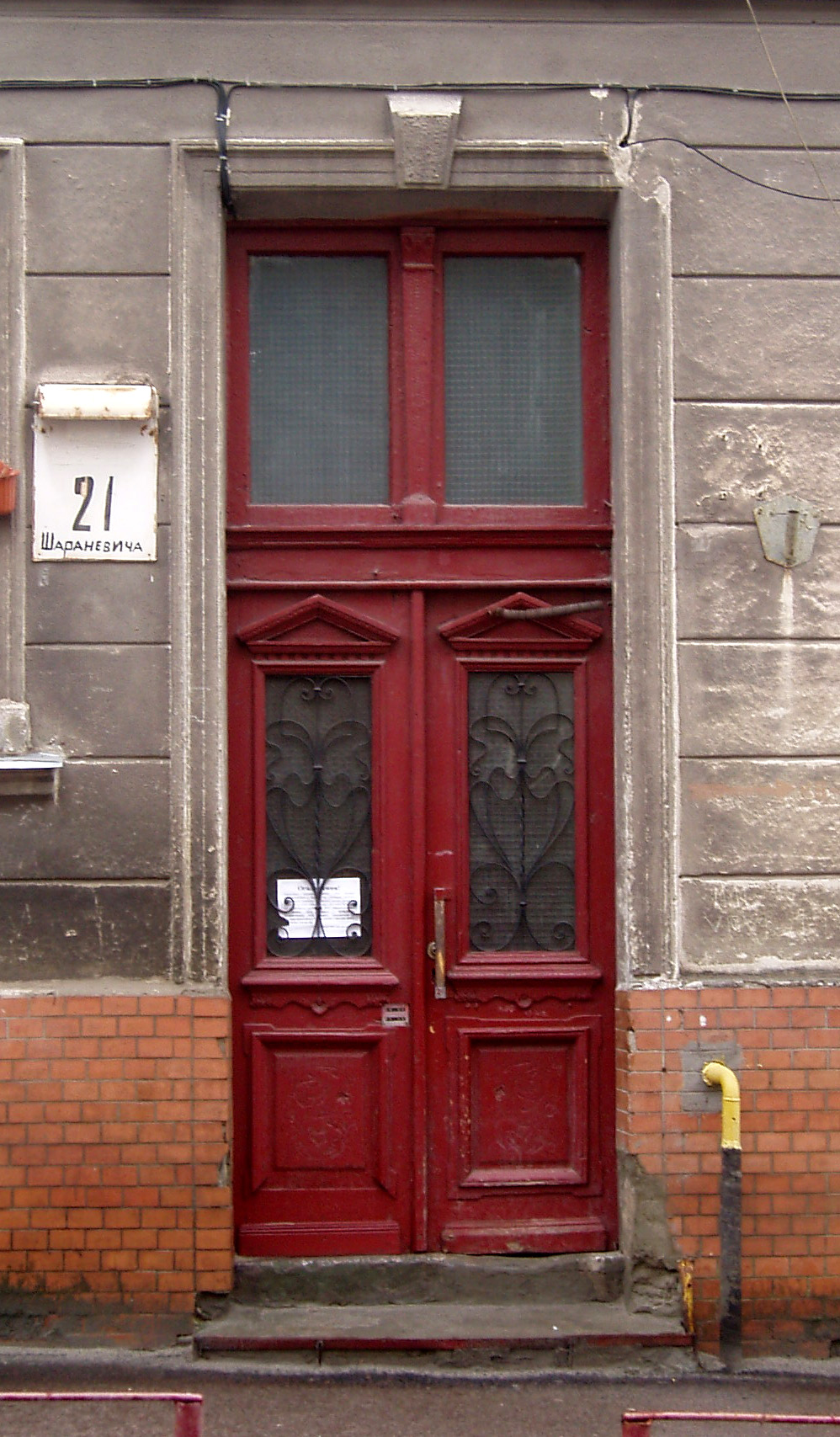
Вхідна брама (вул. Шараневича, 21)
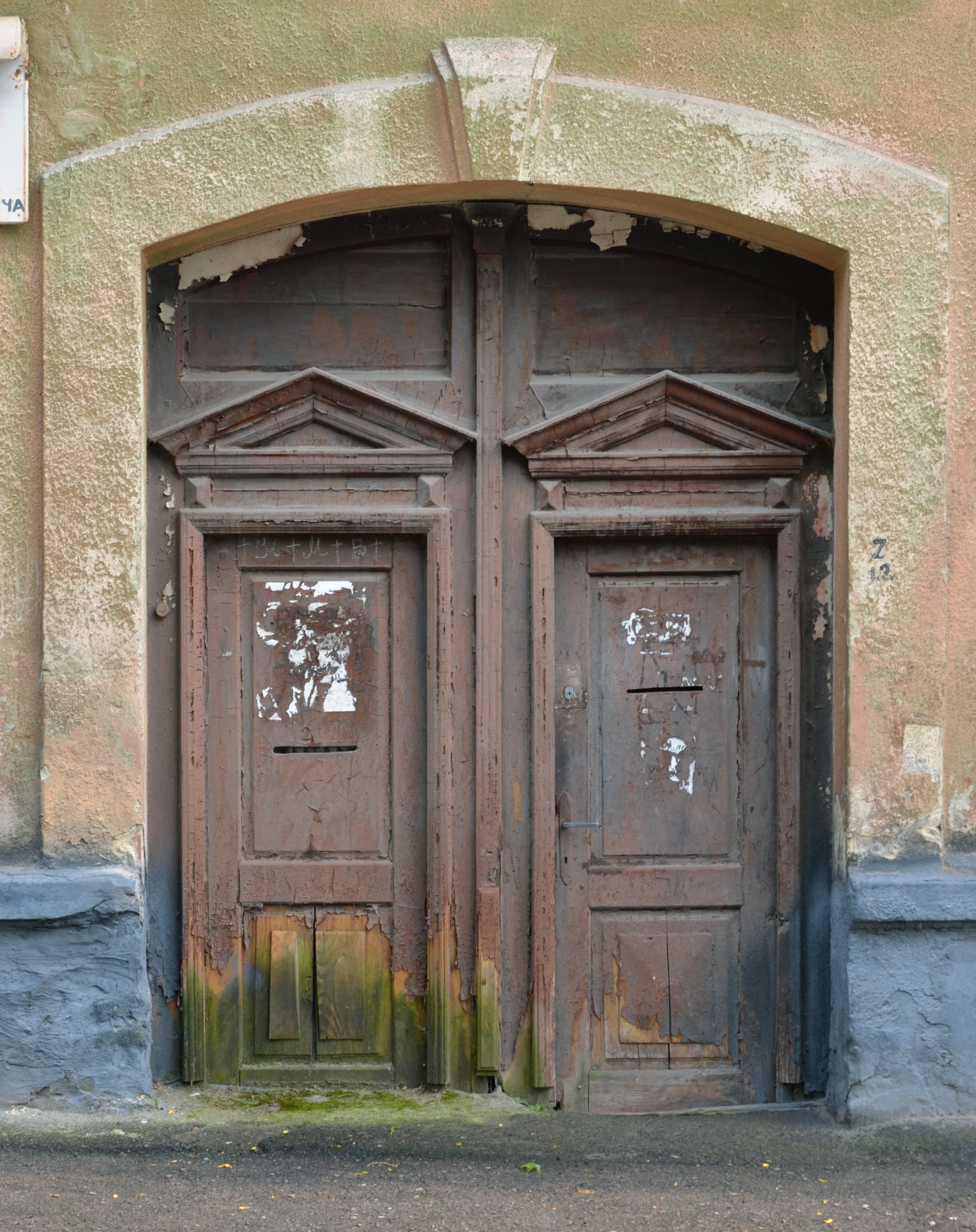
Вхідна брама (вул. Шараневича, 25)